# INSIDE OF ME (SPYAIRの曲)
「INSIDE OF ME」（インサイド・オブ・ミー）は、SPYAIRの楽曲。2020年7月18日にSony Music Labelsより配信限定で発売された。
前作『PRIDE OF LIONS』以来約1年3か月ぶりのリリース。

## 背景・リリース
本作は、2015年より毎年開催されている野外ライブ「JUST LIKE THIS 2020」のテーマソングとして書き下ろされた楽曲。2020年も開催される予定となっていたが、新型コロナウイルスにより、開催が断念された。
当初開催される予定となっていた2020年7月18日に本作が配信限定で発売された。
2020年7月18日にZepp Tokyoで開催された有料生配信ライブ『SPYAIR digital LIVE 2020.7.18』でライブ初披露となった。

## 収録曲
| #         | タイトル         | 作詞      | 作曲 | 時間 |
| --------- | ---------------- | --------- | ---- | ---- |
| 1.        | 「INSIDE OF ME」 | MOMIKEN   | UZ   | 3:30 |
| 合計時間: | 合計時間:        | 合計時間: | 3:30 |      |